# ولندان
روستای ولندان یکی از روستاهای شهرستان شهرضا(قمشه) و از توابع شهر جدید منظریه است.
روستای ولندان یکی از روستاهای شهرستان شهرضا(قمشه) و از توابع شهر جدید منظریه است.